# Aphrosylus fuscipennis
Aphrosylus fuscipennis är en tvåvingeart som beskrevs av Gabriel Strobl 1909. Aphrosylus fuscipennis ingår i släktet Aphrosylus och familjen styltflugor. Inga underarter finns listade i Catalogue of Life.